# Иканье
И́канье — наименование системы вокализма предударных слогов некоторых говоров русского языка, при которой в первом предударном слоге гласные, соответствующие ударным гласным неверхнего подъёма [e], [o], [a] и ударному гласному переднего ряда верхнего подъёма [и] совпадают в звуке [и], если находятся в позиции после мягкого согласного (лес, лис — [л’иса]; нёс — [н’ису]; пять — [п’итак]).
Иканье характерно для говоров, в которых присутствует аканье, в особенности среднерусских. В русский литературный язык иканье стало проникать с конца XIX века, постепенно вытесняя еканье и оканье (понимаемое здесь в широком смысле — как различение по меньшей мере некоторых безударных гласных неверхнего подъёма, в том числе и после мягких согласных), и в настоящее время является орфоэпической нормой русского литературного языка наряду с допустимым еканьем.